# Steinach an der Steinach
Steinach an der Steinach  (amtlich: „Steinach a.d.Steinach“) ist ein Gemeindeteil des Marktes Mitwitz im oberfränkischen Landkreis Kronach in Bayern. Steinach war ein Teil der ehemaligen Gemeinde Hofsteinach, die aus den Gemeindeteilen Steinach an der Steinach und Hof an der Steinach bestand. Benannt wurde der Ort nach dem Fluss Steinach.

## Geschichte
Die Erstnennung war 1251 in einer päpstlichen Bestätigung für das Kloster Michelsberg, in der ein Getreidehof in Steinach als klösterlicher Besitz beschrieben wurde. 1327 verzichtete Heinrich von Schaumberg in einem Tauschgeschäft mit der Abtei auf sein Vogteirecht über die Klostermühle beim Klosterhof Steinach. 1485 verkaufte die Abtei ihren Besitz an das Kurfürstentum Sachsen.
1574 veräußerte Hans Berthold von Rosenau seinen Getreide- und Heuzehnt an Hans Ott von Redwitz. 1644 erwarb Wilhelm von Redwitz von Hans Veit III. von Würtzburg einen weiteren Teil der Zehntrechte.
Am 1. Januar 1970 bildeten die Gemeinden Steinach an der Steinach und Hof an der Steinach die neue Gemeinde Hofsteinach im Landkreis Coburg.
Hofsteinach wurde am 1. Juli 1972 aus dem Landkreis Coburg in den Landkreis Kronach umgegliedert. Am 1. Januar 1974 wurde die Gemeinde Hofsteinach aufgelöst und in den Markt Mitwitz im Landkreis Kronach eingemeindet.

## Sehenswürdigkeiten
In der Bayerischen Denkmalliste ist für Steinach an der Steinach ein Baudenkmal aufgeführt.